# Oedit
oedit（オーエディット）は、Windows向けのテキストエディタである。充実した機能を搭載するが、画面構成はシンプルであり軽快に動作する。公式サイトから無料でダウンロードできる。通常のテキストファイルを編集できるほか、HTML、C++、Java、Perl、SQLなどの予約語定義ファイルを持ち、キーワードの自動色分けと入力補完が可能である。また、バージョン6以降ではSchemeマクロが利用可能となった。oeditと同等の機能に加えタブインターフェースを備えたテキストエディタとしてOTBEditも公開されている。

## リリース履歴
主なバージョンのリリース履歴を以下に示す。
ver.1.0.0.0
2001年6月25日リリース
ver.2.0.0.0
2001年7月11日リリース
ver.3.0.0.0
2001年10月24日リリース
ver.4.0.0.0
2002年3月7日リリース
ver.5.0.0.0
2007年2月2日リリース
ver.6.0.0.0
2008年3月5日リリース
ver.7.0.0.0
2009年01月13日リリース